# Fahrenheitº
Pour les articles homonymes, voir Fahrenheit (homonymie).
Fahrenheitº (parfois typographié FAHRENHEITº) est un magazine bimensuel d’art contemporain et de style de vie qui aborde les diverses disciplines artistiques. Il a été créé à Mexico en 2003 par Rubén José Marshall Tikalova. Le magazine possède, depuis 2009, un site internet qui propose des informations sur le monde de l’art et de la culture en espagnol, anglais et français,. Le magazine est destiné à tout type de public.

## Contenu
Le magazine contient de manière équilibrée des articles d’opinions, des présentations d’artistes, de manifestations et de mouvements artistiques, ainsi que des thèmes relatifs au style de vie. Le magazine compte quatre rubriques:
- Intro : Introduit le lecteur dans le sujet de l’édition par l’intermédiaire de trois articles, Thèse, Antithèse, Synthèse[3], écrits par trois écrivains reconnus.
- Art : développe le sujet éditorial depuis la perspective des différentes manifestations de l’art et de la culture : arts visuels, cinéma, arts scéniques, musique, littérature, architecture. Présente le travail d’artistes, d’écrivains ou de conservateurs de musées dans différentes sections : Musée de papier, Portfolio[4],[5],[6], Laboratoire [7], Depuis l'exil. Il y a aussi des articles et des entretiens qui analysent le travail de professionnels de l’art dans les sections Profil, Cinéma (par « la Cineteca Nacional »  (Cinémathèque Nationale), Mexique), Sonore, Web Art et Architecture.
- Galerie : Analyse les expositions récentes, les évènements et le marché de l’art : Galerie, Couvertures spéciales, Marché de l’Art (par Sotheby's New York).
- Contemporain : Finalise le thème du magazine avec des sections sur le style de vie : Mode, Design, Latitude, Cube Blanc Mexique et International (Événements), Haute Cuisine et Vins. Le magazine conclut avec un espace destiné aux lecteurs qui sont invités à partager une photo.

## Collaborateurs
José Gordon, Mónica Lavín, Nicolás Alvarado, Luigi Amara, Marc Sagaert, Julio Patán, Roberto Pliego, Cineteca Nacional Mexique, Sotheby's New York.

## Site Internet
Le site internet est un vecteur d’information sur l’art et le style de vie aussi bien du Mexique que des autres parties du monde. Le site présente quotidiennement des informations nouvelles dans ses différentes rubriques,.